# Рефекторијска црква
Рефекторијска црква (укр. Трапезна церква, рус. Трапезная церковь) је рефекторијат и суседна црква Свете Антоније и Теодосија и средњовековног пећинског манастира Кијевско-печерске лавре у Кијеву.

## Историјат
Зграда Рефекторијске цркве је подигнута 1893—1895. године у време када је у манастиру живело више од хиљаду монаха. Купола цркве укључује неке аспекте древне Византије. Унутрашњу декорацију зграде је дизајнирао Алексеј Шчусев. Мермерне иконе су у неоруском стилу, а модернистички утицај имају и слике у трпезарији и цркви које су почетком 20. века насликали бројни уметници међу којима су Иван Јижакевич и Гаврил Попов. У задњем делу трпезарије се налази видиковац који посетиоцима пружа панораму Блиских и Далеких пећина, реке Дњепар и леве обале града. Године 1911, након убиства Петра Столипина, парастос руског политичара је одржан у овој цркви, а његов гроб се налази у Лаври. Коришћења цркве од стране Украјинске православне цркве је доведено у питање због инвазија Русије на Украјину и истеке закупа 31. децембра 2022.